# Mesopodopsis tropicalis
Mesopodopsis tropicalis är en kräftdjursart som beskrevs av H. Wittmann 1992. Mesopodopsis tropicalis ingår i släktet Mesopodopsis och familjen Mysidae. Inga underarter finns listade i Catalogue of Life.